# متلازمة سوبايت
تُعد متلازمة سوبايت اضطرابًا عصبيًا ترتبط فيه أعراض التعب والنعاس وتغيرات الحالة المزاجية بفترات طويلة من الحركة. تُعزى متلازمة السوبايت إلى النعاس المحرض بالحركة، مثل النعاس الذي يختبره الطفل عند هزّه. استخدم الباحثان غرايبيل ونيبتون في مختبر الأبحاث الطبية للفضاء التابع للبحرية مصطلح «متلازمة السوبايت» لأول مرة في عام 1976 لوصف المظهر الوحيد أحيانًا لداء الحركة، مع أن باحثين آخرين أشاروا إليه باسم «متلازمة سوبايت».

## العلامات والأعراض
ترتبط أعراض عدة بمتلازمة سوبايت، تشمل النموذجية منها:
- النعاس.
- التثاؤب.
- العزوف عن العمل.
- ضعف المشاركة المجتمعية.
- تغيرات مزاجية.
- اللامبالاة.
- اضطرابات النوم.
- أعراض أخرى مرتبطة بالتعب.

تتميز متلازمة السوبايت عن غيرها من مظاهر داء الحركة (مثل الغثيان، والدوخة، وما إلى ذلك) بأنها قد تحدث قبل أعراض داء الحركة الأخرى أو في غيابها. قد تستمر متلازمة سوبايت حتى بعد تكيف الفرد مع الأعراض الأخرى المرتبطة بالدوار الناجم عن الحركة.

### وخامة المرض
تتراوح تأثيرات متلازمة السوبايت من إزعاجات جسدية طفيفة وصولًا إلى ظروف خطرة؛ قد يعاني سائقو السيارات والطائرات وغيرها خللًا في الوظيفة الحركية بسبب حركة المركبة. غالبًا ما تؤدي هذه الاختلالات إلى نقص مدى الانتباه؛ أولئك الذين يرون أنفسهم مرتاحين قد يستمرون بالاستسلام للنعاس في لحظات غير مناسبة، وعليه قد تسهم متلازمة سوبايت في حوادث السيارات التي ينام فيها سائقو السيارات في أثناء القيادة. على أي حال، لا تؤدي متلازمة سوبايت نفسها مباشرةً إلى الموت.
قد يزيد عدد ساعات النوم عند الأفراد الذين يعانون متلازمة السوبايت بصورة متكررة بنسبة 50%. أظهرت دراسة لحالات داء الحركة لدى عمال على سفينة نفطية بحرية أن الغالبية العظمى من المشاركين عانوا تعبًا خفيفًا. عانى العديد من المشاركين أيضًا اضطرابات نوم حادة. ارتبطت هذه الأعراض بضعف الأداء الوظيفي. 

## الأسباب
ارتبطت متلازمة سوبايت بداء الحركة المحرض بصريًا ودهليزيًا. قد تؤدي العوامل الأخرى المرتبطة بالنعاس مثل الظلام أو التعب الجسدي إلى تفاقم تأثيرات النعاس الناجم عن الحركة. قد تحرض منبهات حركية بسيطة المتلازمة (مع أن التأثيرات الأكبر تلاحظ بصورة أبرز لدى الأشخاص الذين تعرضوا للمنبهات لفترات أطول)، وغالبًا ما تستمر لفترة بعد توقف التنبيه الحركي.

### الاستعداد
أظهرت إحدى الدراسات لجوانب معينة من داء الحركة لدى وحدات النقل الطبي احتمالية ظهور متلازمة سوبايت بصورة مستقلة عن وسيلة النقل؛ لوحظ اختلاف بسيط في تواتر أعراض المتلازمة بين النقل البري والنقل الجوي. لا يبدو أيضًا أن طول فترة التعرض لحركة المركبات تؤثر في حدوث (أو عدم حدوث) أو شدة متلازمة سوبايت. لم يُرصد أي اختلاف بين الرجال والنساء من ناحية معدل الإصابة. 
يُحتمل أن تكون متلازمة سوبايت اضطرابًا تراكميًا، فمثلًا عندما يكون الشخص مصابًا بالأنفلونزا، قد يفاقم الخمار أعراض المرض، وعليه قد يعاني الشخص الذي يقاوم داء الحركة عادةً أعراض الداء عند اختباره أعراضًا تشبه أعراض الإنفلونزا (أو الخمار).